# The Shard
The Shard ("de scherf") is een wolkenkrabber in Southwark in Londen. De toren is 310 meter hoog en telt 72 bruikbare verdiepingen, plus nog eens 15 verdiepingen met verwarmingsinstallaties. Bij de opening op 5 juli 2012 was The Shard het hoogste gebouw in Europa en het op 44 na hoogste gebouw in de wereld. 
De wolkenkrabber heeft een onregelmatige piramidevorm die zich uitstrekt van de voet naar de top. Hij is volledig met glas bedekt. De uitkijkgalerij en het uitzichtplatform in de openlucht, het hoogste in het Verenigd Koninkrijk, bevinden zich op de 72e verdieping.
Het gebouw is de vervanger van Southwark Towers, een kantoorgebouw van 24 verdiepingen uit 1976. The Shard werd in opdracht van de Londense projectontwikkelaar Irvine Sellar in 2000-2001 ontworpen door de Italiaanse architect Renzo Piano, die internationaal bekend werd met het Centre Pompidou in Parijs. De bouw begon in april 2009.

## Afbeeldingen

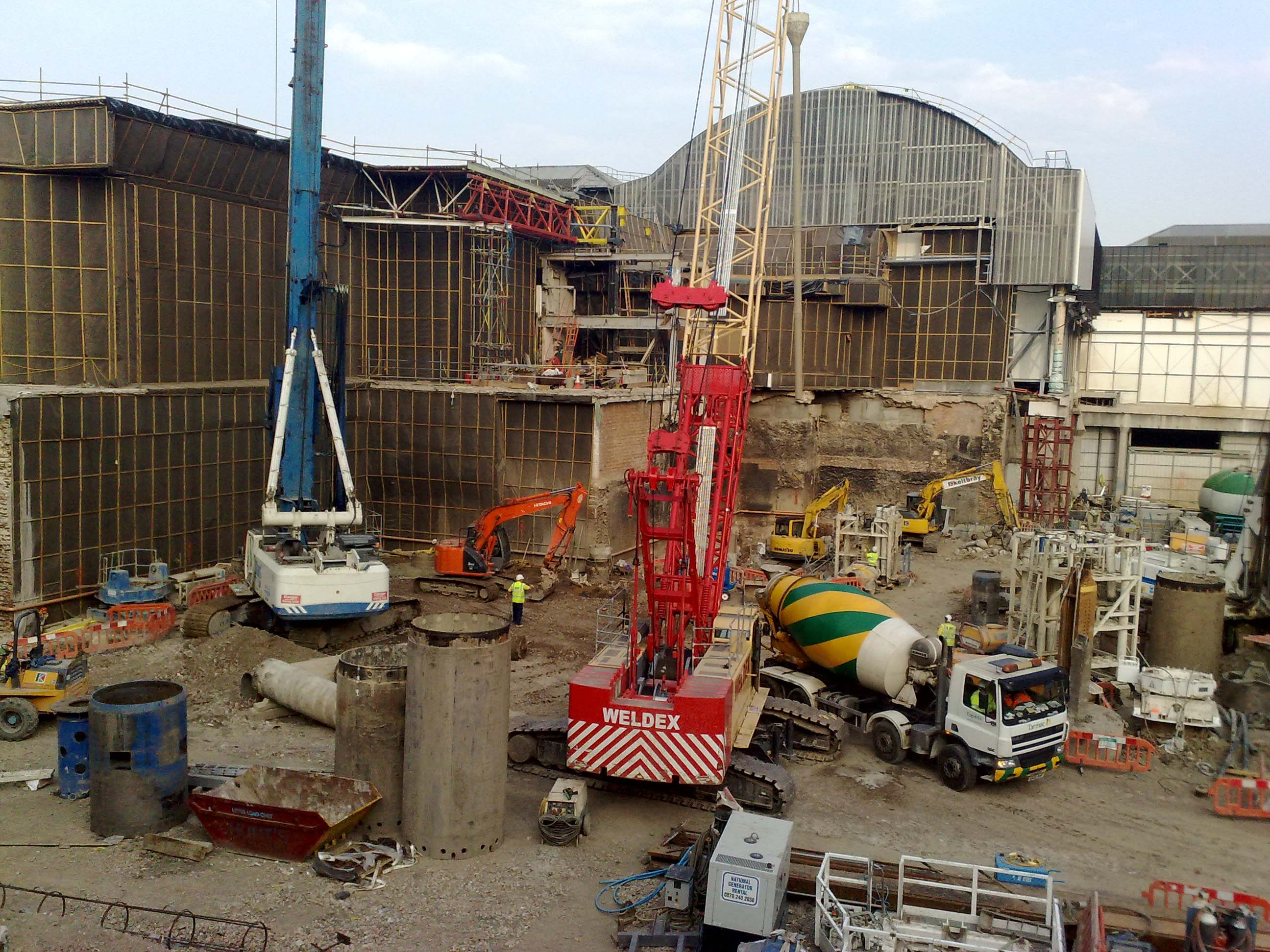
Juni 2009
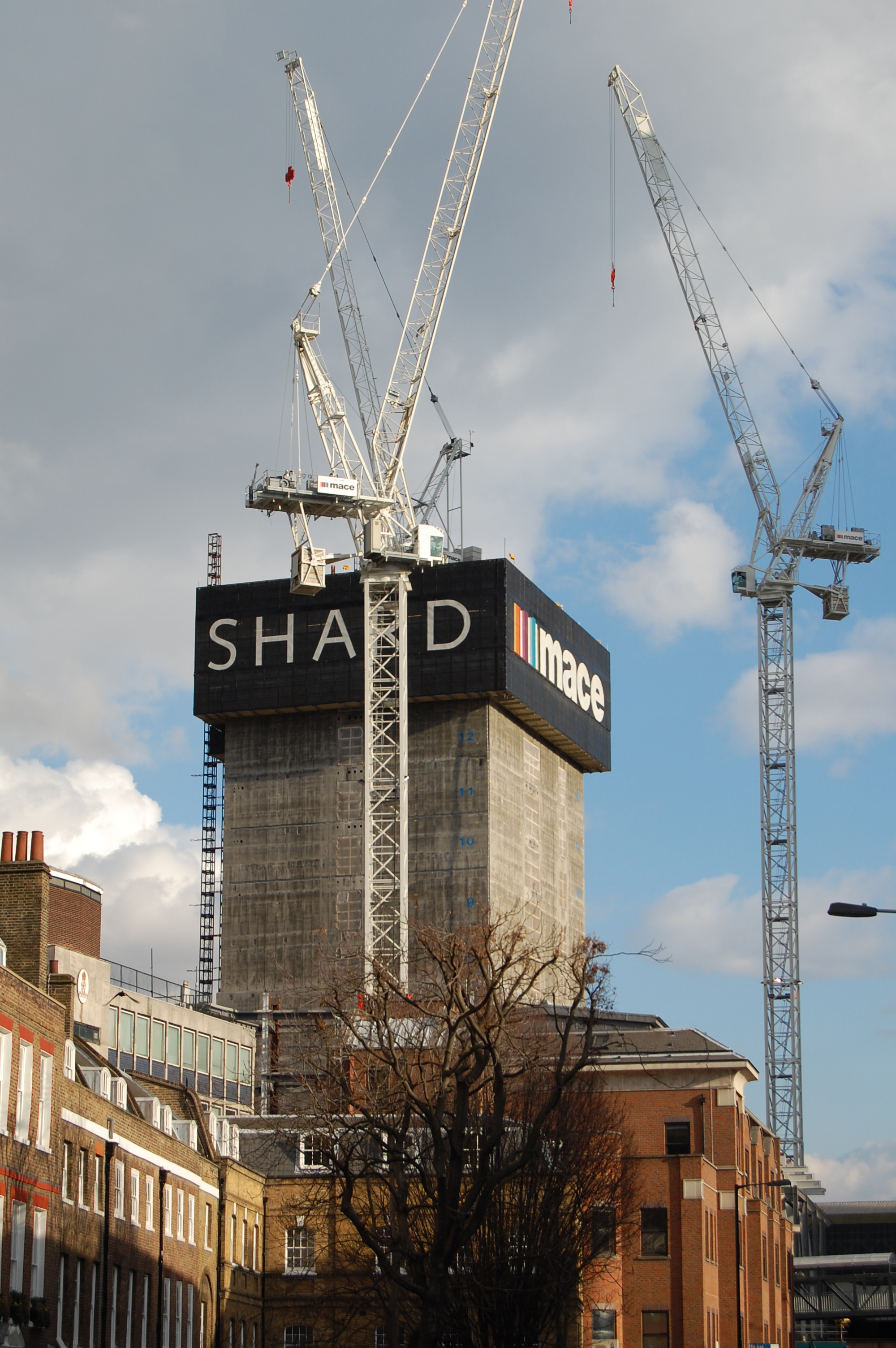
Februari 2010
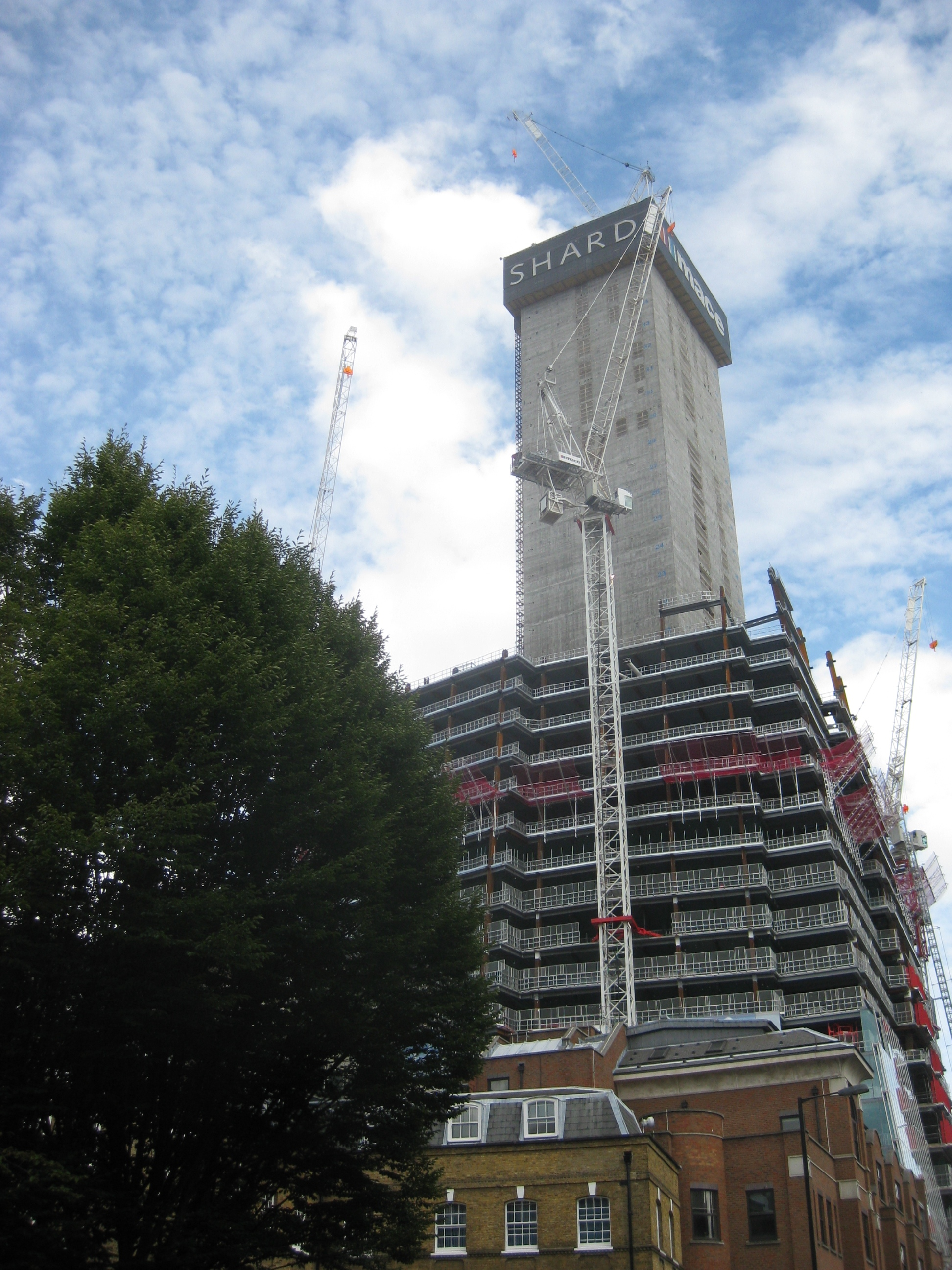
Juli 2010
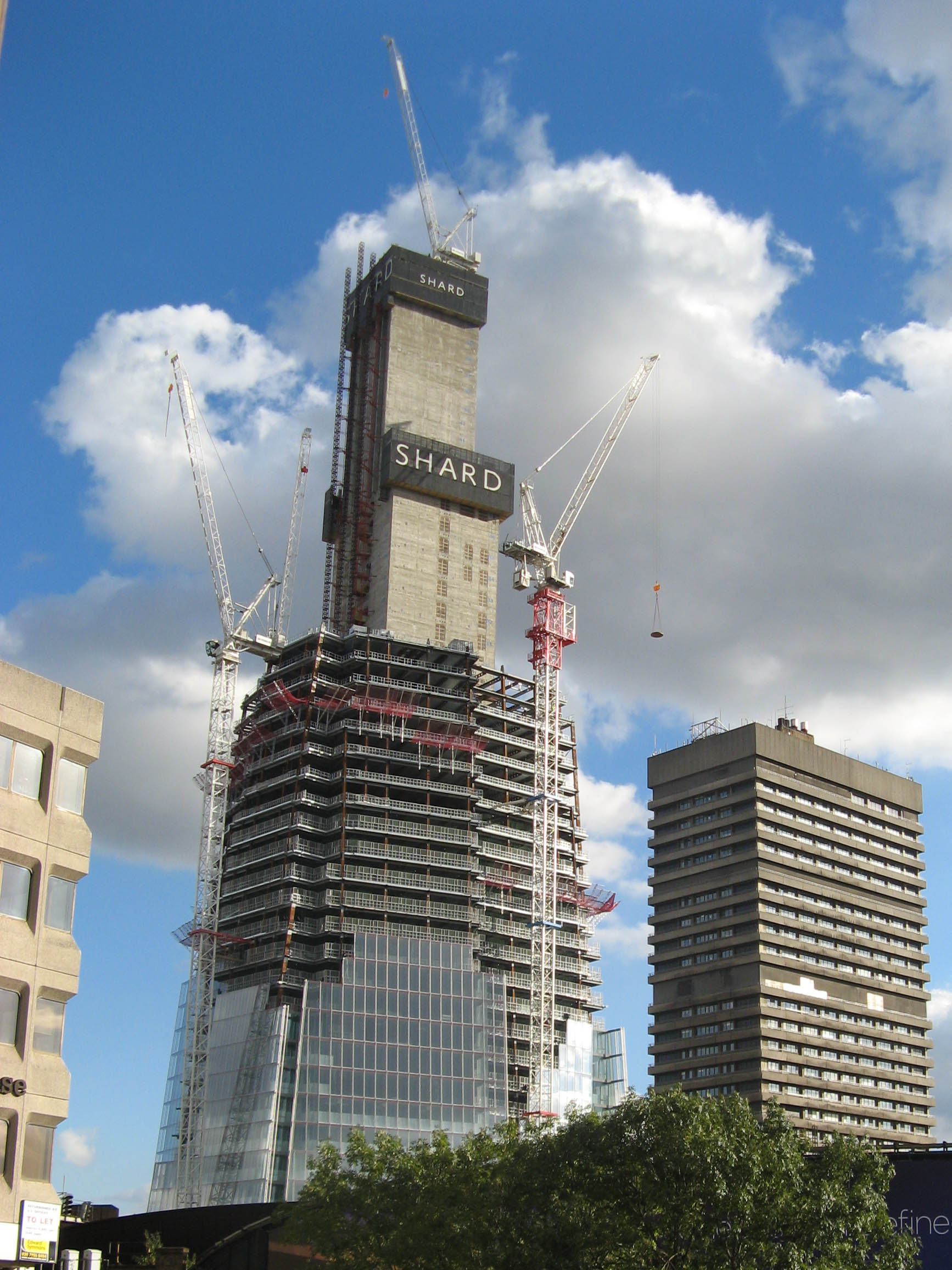
September 2010
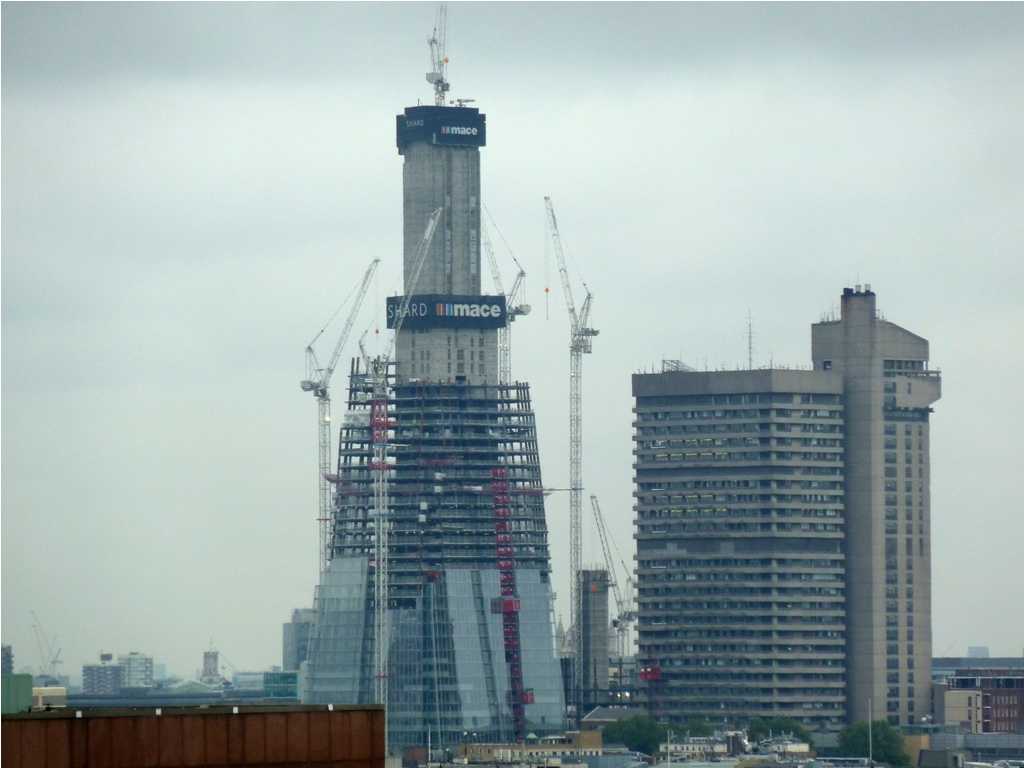
Oktober 2010
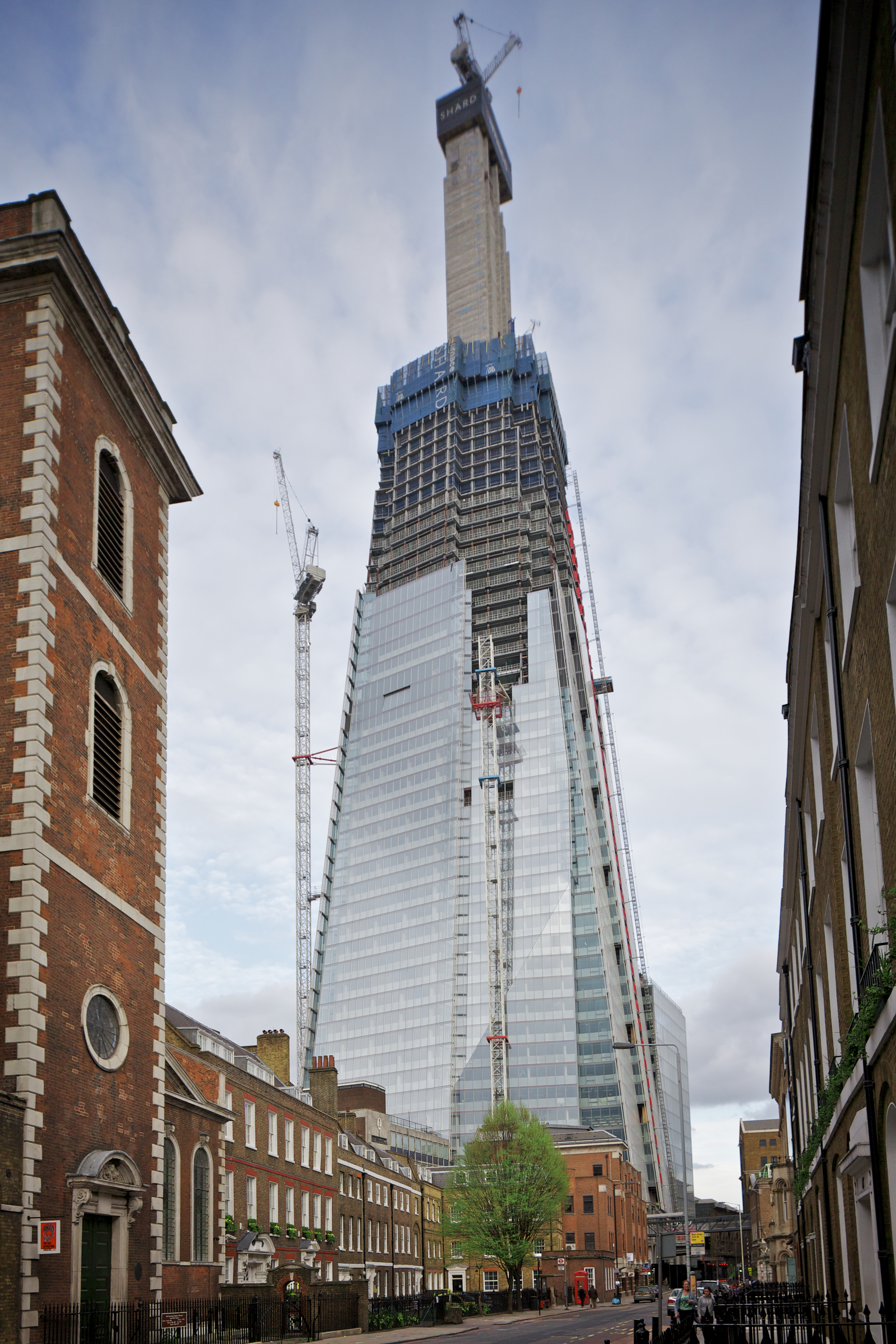
April 2011
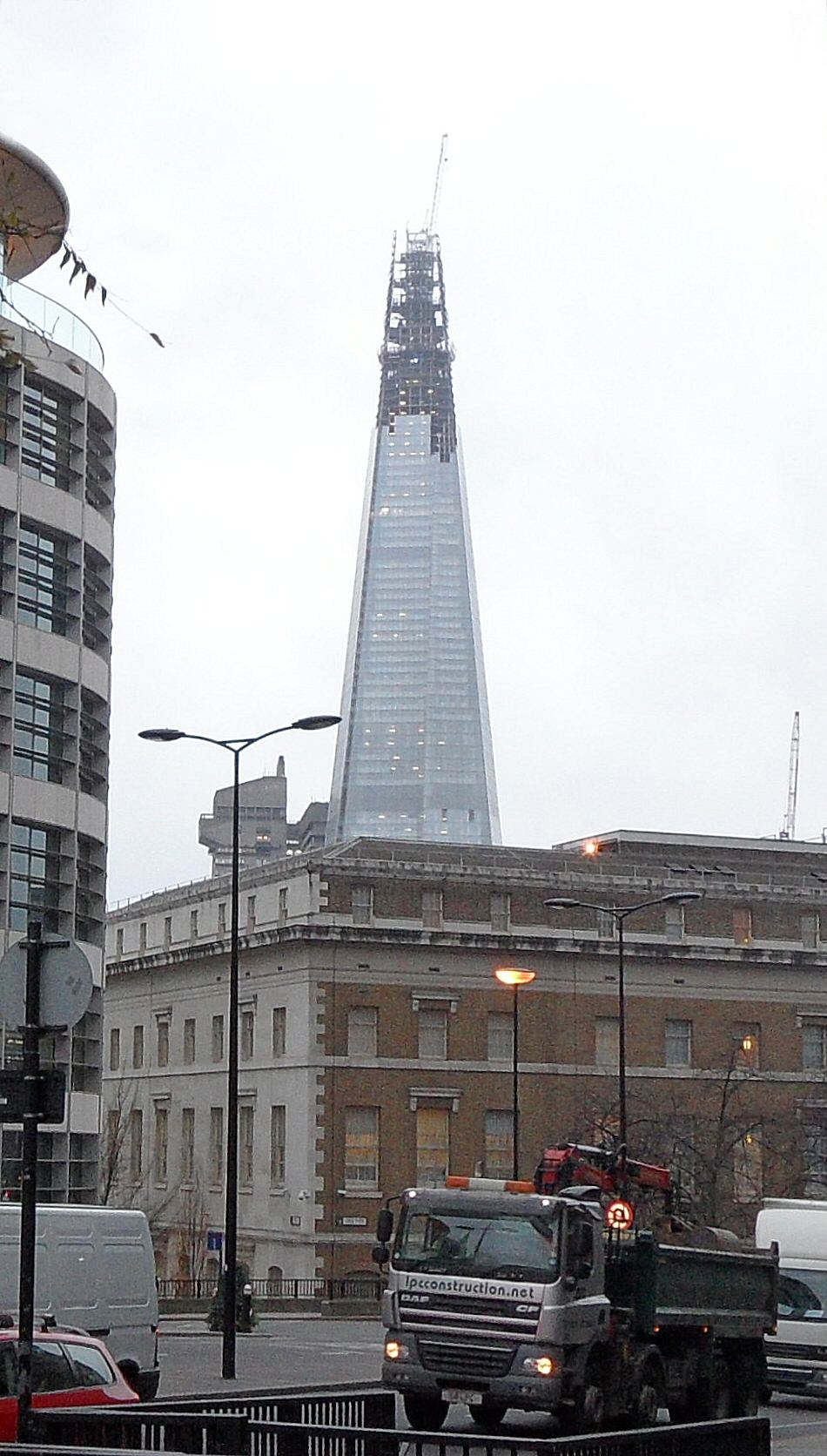
November 2011
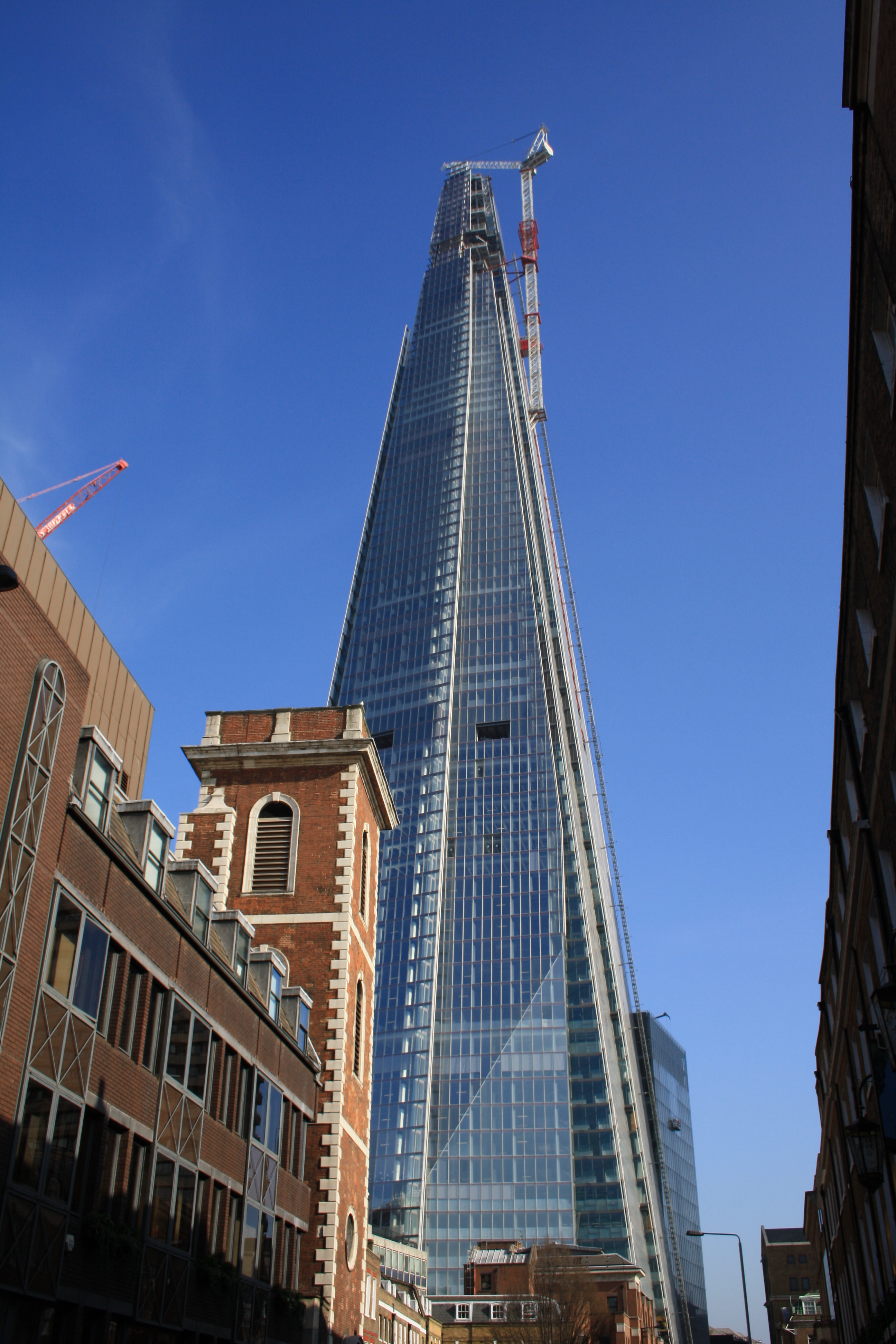
maart 2012
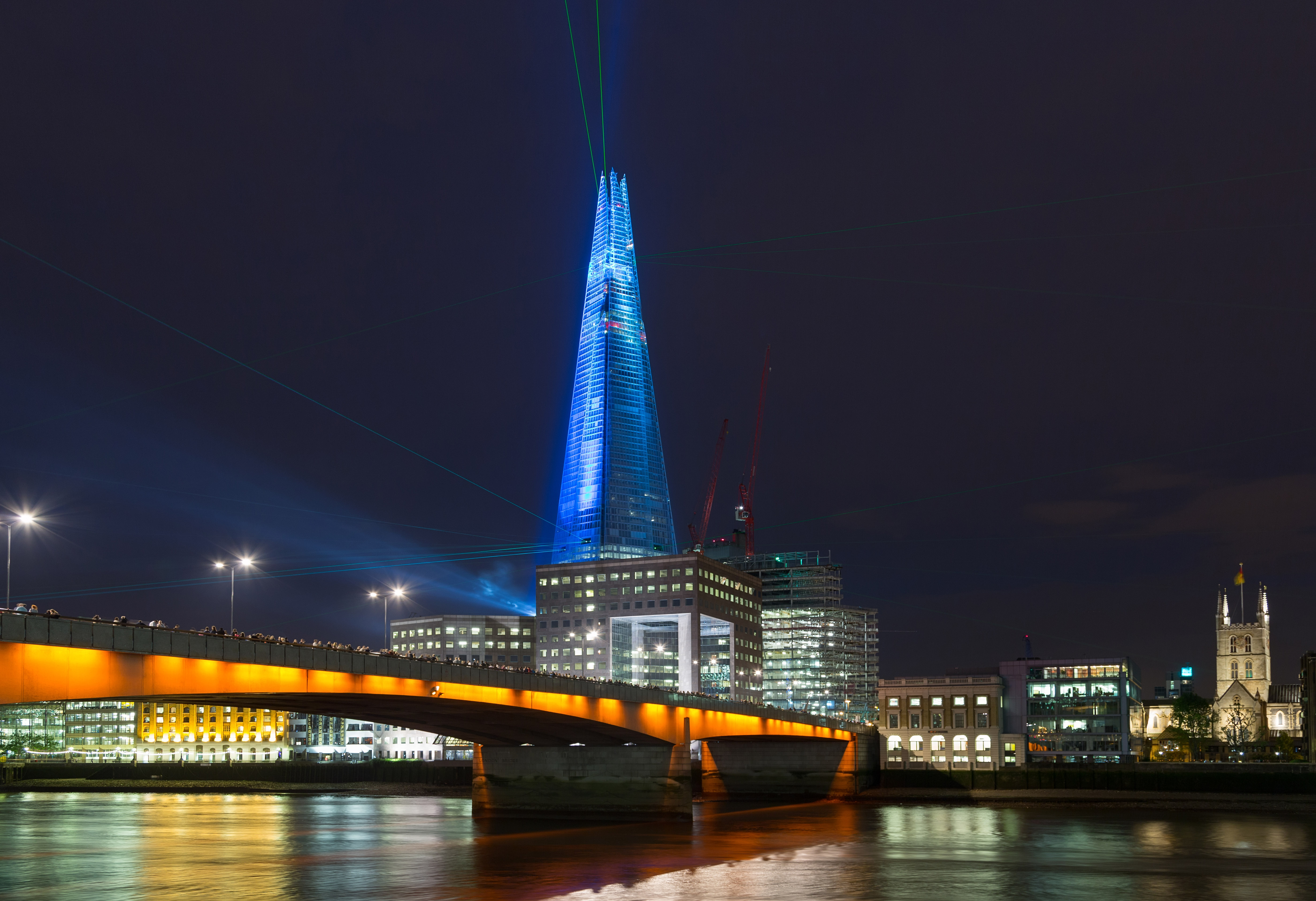
Tijdens de opening in juli 2012
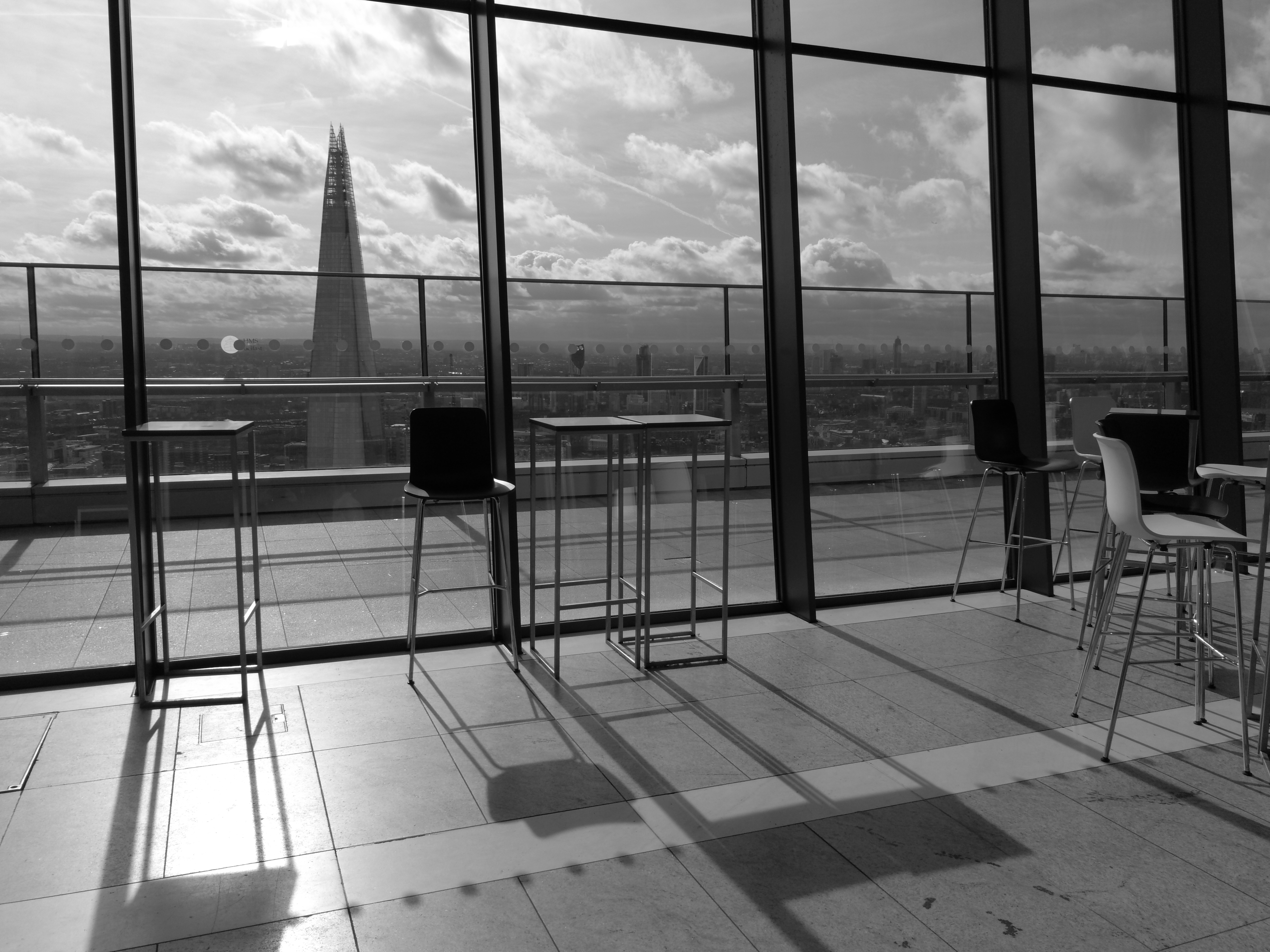
The Shard gezien vanaf Sky Garden Tower, maart 2019
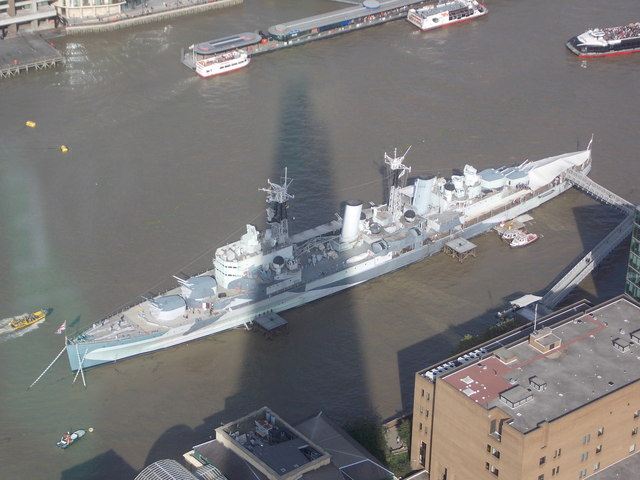
De schaduw van de Shard valt op het museumschip HMS Belfast, een lichte kruiser uit de tweede wereldoorlog